# Strongylodon loheri
Strongylodon loheri là một loài thực vật có hoa trong họ Đậu. Loài này được Huang miêu tả khoa học đầu tiên.